# روجر كريستيان (ملحن)
روجر كريستيان (بالإنجليزية: Roger Christian)‏ هو ملحن وكاتب أغاني أمريكي، ولد في 3 يوليو 1934، وتوفي في 11 يوليو 1991.

## وصلات خارجية
- روجر كريستيان على موقع IMDb (الإنجليزية)
- روجر كريستيان على موقع ميوزك برينز (الإنجليزية)
- روجر كريستيان على موقع أول ميوزيك (الإنجليزية)
- روجر كريستيان على موقع ديسكوغز (الإنجليزية)